# NIAGARA MOON
《NIAGARA MOON》은 1975년 5월 30일에 발매된 일본의 음악가 오타키 에이이치의 두 번째 스튜디오 음반이다. 이 음반은 핫피 엔도가 해체 이후 나이아가라 레코드를 설립한 이후의 첫 음반이다.

## 배경
《NIAGARA MOON》은 나이아가라 레코드에서 발표한 첫 번째 솔로 음반이다. 솔로로서는 약 2년만의 신작으로, 일렉 레코드부터 판매했고, 1986년 6월 1일 첫 CD로 발매했다.
오타키 에이이치는 핫피 엔도 시절 첫 솔로 음반인 《오타키 에이이치》를 발표했지만 호소노 하루오미로부터 "애매하다"라는 말을 듣고 제작한 음반이다. 솔로 음반인 《오타키 에이이치》에는 핫피 엔도 스타일의 조용하고 서정적인 노래와 이후 스타일인 리드미컬하고 흥겨운 노래가 반반 섞여 있었는데, 호소노 하루오미는 이를 두고 애매하다고 한 것이다. 그래서 오타키는 이 음반에서 자신의 스타일인 리드미컬한 노래 위주로 음반을 구성했다.
레코딩 초기에는 카마야츠 히로시에게 제공한 〈먼저 드셔요〉의 셀프 커버를 수록하는 방안이 있어 라이브에서도 피로되고 있었지만, 결국 품절되었다.
오프닝곡인 〈나이아가라 문〉은 약 20초 정도의 폭포인 SE는 나이아가라 폭포를 형상화한 것으로, 당시 제작을 돕고 있던 야마시타 타츠로가 나가노현의 시라이토 폭포까지 중앙고속을 차로 날려 녹음해 온 것이다.

## 곡 목록
작사는 나카야마 야스시의 〈고독한 카우보이〉를 제외한 모두 오타키 에이이치가 맡았고, 작곡은 모두 오타키 에이이치가 맡았다.
| #  | 제목                                                | 재생 시간 |
| -- | --------------------------------------------------- | --------- |
| 1. | 〈나이아가라 문 (ナイアガラ・ムーン)〉              | 1:16      |
| 2. | 〈서푼짜리 노래 (三文ソング)〉                      | 2:04      |
| 3. | 〈고독한 카우보이 (論寒牛男)〉                      | 2:17      |
| 4. | 〈로큰롤 마치 (ロックン・ロール・マーチ)〉          | 2:06      |
| 5. | 〈핸드 클래핑 룸바 (ハンド・クラッピング・ルンバ)〉 | 3:05      |
| 6. | 〈사랑은 머랭 (恋はメレンゲ)〉                      | 1:41      |

| #  | 제목                                                                 | 재생 시간 |
| -- | -------------------------------------------------------------------- | --------- |
| 1. | 〈훗사 스트럿 (파트 2) (福生ストラット (パートII))〉                 | 3:14      |
| 2. | 〈딸꾹질 마마 (シャックリ・ママさん)〉                               | 2:24      |
| 3. | 〈즐거운 밤샘 (楽しい夜更し)〉                                       | 2:16      |
| 4. | 〈언제나 꿈 속 (いつも夢中)〉                                        | 1:55      |
| 5. | 〈Cider '73 '74 '75〉                                                | 2:48      |
| 6. | 〈나이아가라의 달이 아직 빛난다면 (ナイアガラ・ムーンがまた輝けば)〉 | 3:17      |